# Băcia
Băcia là một xã thuộc hạt Hunedoara, România. Dân số thời điểm năm 2002 là 1798 người.